# Tommy Angell
Thomasia Ferrell Angell, detta Tommy (Berkeley, 6 maggio 1924 – 19 gennaio 2022), è stata una schermitrice statunitense.

## Biografia
Ha partecipato ai Giochi della XVIII Olimpiade di Tokyo nel 1964.

## Palmarès
In carriera ha conseguito i seguenti risultati:
- Giochi Panamericani:

San Paolo 1963: oro nel fioretto a squadre
Cali 1971: oro nel fioretto a squadre